# Albulina asiatica
Albulina asiatica är en fjärilsart som beskrevs av Henry John Elwes 1882. Albulina asiatica ingår i släktet Albulina och familjen juvelvingar. Inga underarter finns listade i Catalogue of Life.